# كارلوس كويلو
كارلوس كويلو هو لاعب كرة قدم برتغالي، ولد في 10 أبريل 1953 في لشبونة في البرتغال. شارك مع منتخب البرتغال لكرة القدم. أما مع النوادي، فقد لعب مع أتليتيكو كلوب دي برتغال.

## وصلات خارجية
- كارلوس كويلو على موقع عالم كرة القدم.نت (الإنجليزية)